# Lingua powhatan
La lingua powhatan, detta anche algonchino della Virginia o indiano della Virginia, era una lingua algonchina parlata in America settentrionale, nell'attuale Virginia.

## Classificazione
Secondo Ethnologue, la classificazione della lingua powhatan è la seguente:
- Lingue algiche
  - Lingue algonchine
    - Lingue algonchine orientali
      - Lingua powhatan

## Storia
Il powhatan era la lingua dell'omonima tribù stanziata in Virginia, nei territori a sud del Potomac fino al fiume James, e fu parlata fino alla fine del XVIII secolo.
I powhatan, a cui appartenevano Wahunsonacock e Pocahontas, furono la prima tribù nativa americana ad avere contatti con gli inglesi della Colonia della Virginia, agli inizi del XVII secolo. Il Capitano John Smith e William Strachey compilarono due liste di parole di questa lingua, ritrovate nella colonia di Jamestown. Mocassino, opussum e tomahawk sono parole di origine powhatan.
La lingua è stata ricostruita dal linguista Blair Rudes della University of North Carolina at Charlotte per il film The New World.